# Sinuolinea schulmani
Sinuolinea schulmani is een microscopische parasiet uit de familie Sinuolineidae. Sinuolinea schulmani werd in 1984 beschreven door Karataev & Iskov. 